# Егорьев, Евгений Романович
Евгений Романович Егорьев (9 (21) октября 1854 — 14 (27) мая 1905) — русский морской офицер, капитан 1-го ранга, герой Цусимского сражения.

## Биография
Сын коллежского советника.
- 16 сентября 1870 — Поступил в Морской Корпус.
- 1871 — Поступил на действительную службу.
- 31 марта 1874 — Гардемарин.
- 12 апреля 1875 — Назначен в 6-й флотский экипаж.
- 30 августа 1875 — Мичман.
- 5 декабря 1875 — Переведен в Сибирскую флотилию.
- 25 августа 1876 — Зачислен в Сибирскую флотилию.
- 1 сентября 1876 — Крейсер 2-го ранга «Абрек».
- 21 сентября 1878 — Шхуна «Ермак».
- 27 октября 1878 — Ревизор шхуны «Ермак».
- 29 мая 1879 — Канонерская лодка «Морж».
- 2 июня 1879 — Ревизор канонерской лодки «Морж».
- 1 января 1880 — Лейтенант.
- 7 июня 1880 — Повторно назначен на канонерскую лодку «Морж».
- 16 сентября 1880 — Исполняющий обязанности командира 10-й роты канонерской лодки «Морж».
- 27 сентября 1880 — Исполняющий обязанности ревизора канонерской лодки «Морж».
- 21 июня 1882 — Канонерская лодка «Соболь».
- 5 марта 1883 — Исполняющий обязанности командира 1-й роты.
- 28 февраля 1883 — Крейсер 2-го ранга «Абрек».
- 12 сентября 1883 — Командир 1-й роты.
- 2 ноября 1884 — Преподаватель школы рулевых и сигнальщиков.
- 22 февраля 1885 — Канонерская лодка «Нерпа».
- 2 апреля 1885 — Пароход «Амур».

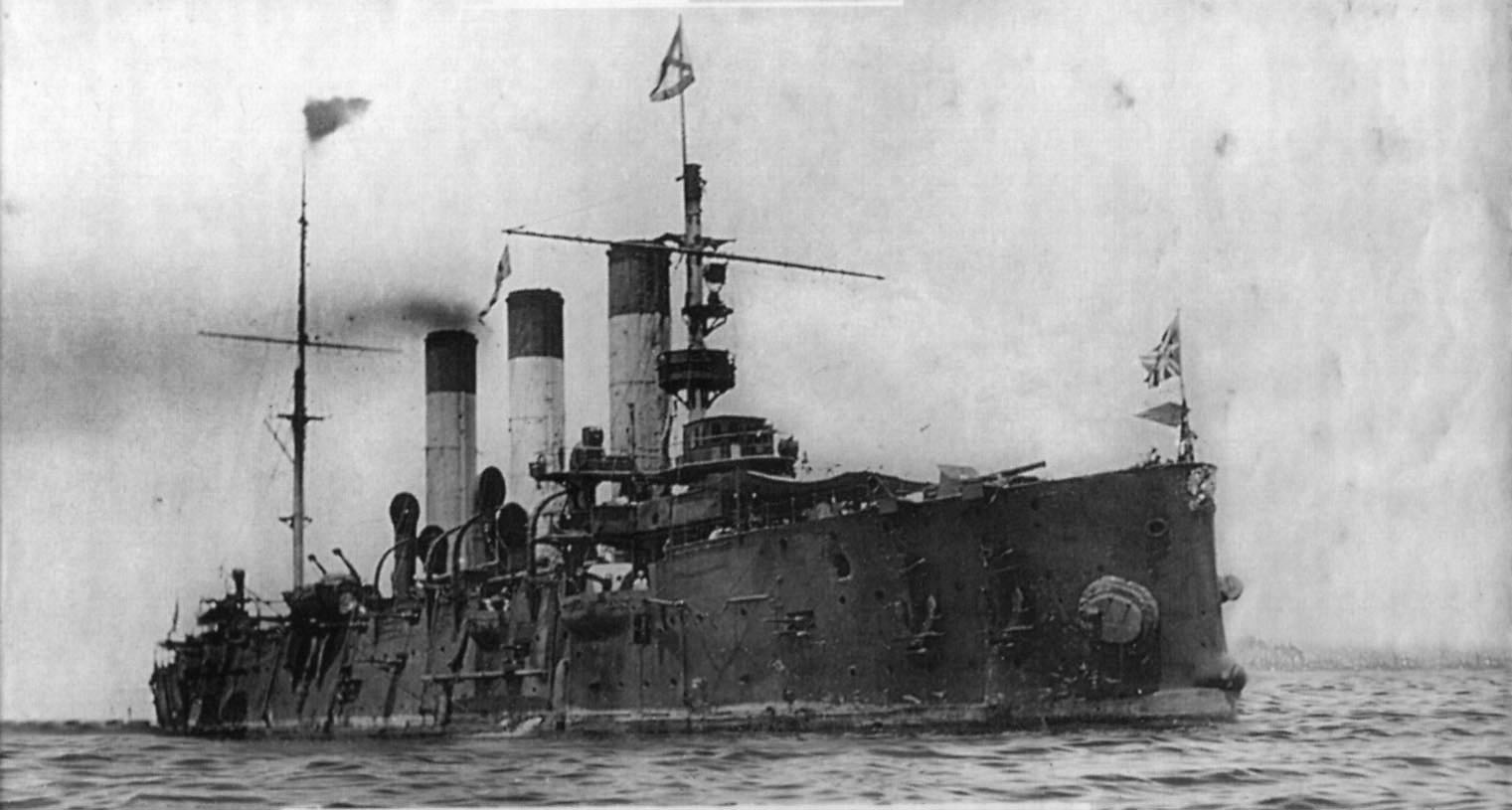
Крейсер «Аврора» в Маниле после Цусимского сражения

- 11 апреля 1885 — Заведующий миноноской «Форель».
- 2 августа 1885 — Исполняющий обязанности адъютанта штаба Сибирской флотилии.
- 13 ноября 1885 — Преподаватель школы рулевых.
- 27 февраля 1886 — Назначен на канонерскую лодку «Горностай».
- 28 февраля 1887 — Исполняющий обязанности заведующего судами, сданными в порт и презус портовой приемной комиссии.
- 4 июня 1887 — Переведен на Балтийский флот, в состав 3-го флотского экипажа.
- 18 января — 29 марта 1888 — Назначен в минный офицерский класс на кратковременные 2-месячные курсы.
- 29 апреля 1888 — Исполняющий обязанности командира 6-й роты корвета «Скобелев».
- 11 октября 1888 — Председатель экипажного суда.
- 19 марта 1890 — Назначен командиром парохода «Полезный» в составе 7-го флотского экипажа.
- 24 ноября 1890—1894 — Старший офицер учебного корвета «Скобелев».
- 1891 — Капитан 2-го ранга.
- 1894 — Командир транспорта «Бакан» (1894)

Командир парохода «Славянка»

- 1894—1895 — Командир парохода «Славянка» (1894—1895).
- 1895—1897 — Младший помощник капитана над Кронштадтским портом.
- 1897 — Командир мореходной канонерской лодки «Гиляк».
- 1897—1901 — Командир учебного судна «Воин».
- 1901—1904 — Командир учебного транспорта «Океан».
- 1901 — Капитан 1-го ранга.
- 11 июля 1904 — 14 мая 1905 — Командир крейсера «Аврора». Участвовал в Цусимском походе и сражении, погиб в бою 14 мая (в 3 ч. 12 мин. убит в боевой рубке осколками 75-мм снаряда, разорвавшегося на правом трапе переднего мостика). Похоронен в море у побережья Филиппин (15°00′ с. ш. 119°15′ в. д.HGЯO).

## Отличия
- Орден Святого Станислава III степени (12.4.1881)
- Орден Святой Анны III степени (1.1.1889)
- Орден Святого Станислава II степени (1893)
- Орден Святой Анны II степени (1896)
- Медаль в память царствования императора Александра III (1896)
- Медаль в память коронования императора Николая II (1898)
- Орден Святого Владимира IV ст. с бантом (1899) за 25 лет службы

## Семья
- Супруга: дочь иркутского купца Якова Аксёнова, Анна Яковлевна.
- Дети:
  - Александра (11.11.1881)
  - Всеволод (29.10.1883)
  - Анна (4.11.1890)
- Внучка:
  - Егорьева-Канторович, Анастасия Всеволодовна, океанолог, действительный член Георграфического общества Русское географическое общество
- Правнучка:

Егорьева, океанолог
- Праправнук:

Владимир Егорьев
- Муж внучки:

Канторович, Лев Владимирович

## Сочинения
- Вокруг старого света в 1904—1905 годах (Путевые заметки командира крейсера «Аврора» за время похода 2-й Тихоокеанской эскадры) (недоступная ссылка)